# 함정 (2015년 영화)
《함정》은 2015년에 개봉한 대한민국의 영화이다. 인터넷과 소셜네트워크서비스(SNS) 상에 떠도는 공신력 없는 정보를 의심 없이 받아들이는 세태에서 일어날 수 있을 법한 범죄를 모티브로 한 영화이다.

## 캐스팅
- 마동석: 박성철 역 - 본 작의 메인 남주인공이자 메인 빌런 및 진 최종 보스.
- 조한선: 권준식 역 - 본 작의 메인 남주인공.
- 김민경: 이소연 역 - 본 작의 메인 여주인공.
- 지안: 김민희 역 - 본 작의 메인 여주인공.
- 강승완: 창규 역
- 정미남: 황 순경 역
- 권범택: 노인 역
- 김경희: 의사 인혜 역
- 김동현: 부장 역
- 주석제: 과장 역
- 임정운: 대리 역
- 송태윤: 신입 역
- 김연비: 알바녀 역
- 김제인: 호프녀 역
- 김범준: 해양경찰 역
- 안연선: 어린 박성철 역
- 이정원: 어린 김민희 역
- 하태웅: 어린아이 남 역
- 강예원: 어린아이 여 역
- 민승현: 실종부부 역
- 최선주: 실종부부 역
- 민경진: 박 경감 역(우정출연)
- 윤주: 수정 역(우정출연)

## 수상
- 제36회 판타스포르투 영화제 최우수작품상